# Jamie Reid (Dichter)
Jamie Reid (* 10. April 1941 in Timmins, Ontario; † 25. Juni 2015 in North Vancouver, British Columbia) war ein kanadischer Dichter, Schriftsteller und Kunst-Aktivist.

## Leben
Jamie Reid wurde in Timmins, Ontario geboren und kam im Erwachsenenalter an die Westküste von Kanada. Nach manchen Quellenangaben zählt Reid nicht nur als Autor, sondern ebenfalls als Mitbegründer neben George Bowering, Frank Davey und Fred Wah zu den Männern der ersten Stunde bei der einflussreichen Untergrundzeitschrift TISH in Vancouver 1961.
Jamie Reid veröffentlichte seine erste Gedichtsammlung, The Man Whose Path Was on Fire, 1969. Wenig später trat er als überzeugter Marxist-Leninist der Kommunistischen Partei Kanadas bei und stellte für eine längere Zeit das Verfassen von Gedichten gegenüber dem politischen Aktivismus zurück, weil er eigenen Worten zufolge persönlich keinen Weg gefunden habe, die Sprache der Politik in seinen Gedichten umzusetzen.
Erst in den späten 1980er Jahren wandte sich Reid wieder der Lyrik und Kulturkritik zu, wobei sich ein spezielles Interesse gegenüber dem Jazz in vielen seiner Werke ausdrückte, wie beispielsweise seiner Hommage gegenüber Lester Young, Prez: Homage to Lester Young (1994, 2010) oder der Biografie über Diana Krall, Diana Krall: The Language of Love  (2002). Immerhin existiert somit ein 25-jähriger Abstand zwischen seinem ersten Gedichtband und seinen späteren Büchern.
Mit der Malerin Carol Reid seit den 1960er Jahren verheiratet, war sein Zuhause im Norden Vancouvers weiterhin ein Umschlagplatz von literarischem Aktivismus und anderen künstlerischen Aktionen, von kleineren journalistischen Experimenten wie das lokale Avantgardemagazin mit internationalem Anspruch, DaDaBaBy, oder Gedenkschriften zu Ehren literarischer Figuren. 2004 veröffentlichte er eine Biografie über den Musiker und Schauspieler Chris Isaak.

## Werke
Gedichte
- The Man Whose Path Was on Fire. 1969
- Prez: Homage to Lester Young. (1994, 2010)
- Mad Boys. 1997
- I. Another. The Space Between: Selected Poems. 2004
- Genesis. 2005.
- St. Ink : selected poems. 2008
- homages. 2009

Biografie
- Diana Krall: The Language of Love. 2002
- Chris Isaak : wicked games. Kingston, Ontario 2004.